# Jakob Bieber
Jakob Bieber (* 1986 in Halle (Saale)) ist ein deutscher Schauspieler.
Jakob Bieber ist seit 2006 in deutschen Film- und Fernsehproduktionen in Nebenrollen zu sehen. Zu seinen über 30 Produktionen gehört Wir sind jung. Wir sind stark. von 2014 wo er die Figur Tabor verkörperte.

## Filmografie (Auswahl)
- 2006: Lucy
- 2010: Polizeiruf 110: Aquarius
- 2012: Die Draufgänger (Fernsehserie, eine Folge)
- 2012: Oh Boy
- 2014: Wir sind jung. Wir sind stark.
- 2015: Hedi Schneider steckt fest
- 2015: SOKO Leipzig (Fernsehserie, eine Folge)
- 2015: Er ist wieder da
- 2016: Continuity
- 2017: Lux – Krieger des Lichts
- 2018: Großstadtrevier (Fernsehserie, eine Folge)